# Hasta que te conocí
«Hasta Que Te Conocí» es una canción compuesta por el cantautor mexicano Juan Gabriel, lanzado al mercado cómo sencillo el 16 de febrero de 1987 para el álbum Pensamientos, lanzado al mercado el 25 de noviembre de 1987 por RCA Records.Fue escrita y producida por el mismo cantautor, la letra de la canción se centra en un protagonista que aprende el significado del sufrimiento después de conocer a un amante que lo maltrata. Transformada en una de sus canciones más emblemáticas aunque otros la han llamado su canción insignia, alcanzó el puesto número dos en la lista Billboard Hot Latin Song . Se incluyó una versión en vivo de la canción en su álbum En el Palacio de Bellas Artes (1990), que alcanzó el puesto número diez en la lista Hot Latin Songs; la interpretación en este álbum es considerada como uno de los puntos máximos del disco.
La canción ha sido grabada por varios artistas entre ellos Roberto del Castillo, Ana Gabriel, Marc Anthony, Raúl di Blasio y Maná. Anthony cubrió la canción en su álbum de estudio debut Otra nota (1993) después de escucharla en la radio durante un viaje en taxi. La versión de di Blasio presenta a Gabriel interpretando la voz en la canción. La grabación de Maná alcanzó el puesto número uno en Hot Latin Songs y obtuvo una nominación a Grabación del Año en los Premios Grammy Latinos 2012. Gabriel recibió un premio latino de la Sociedad Estadounidense de Compositores, Autores y Editores (ASCAP) en 1994 y en 2013 por las versiones de la canción de Anthony y Maná.

## Antecedentes

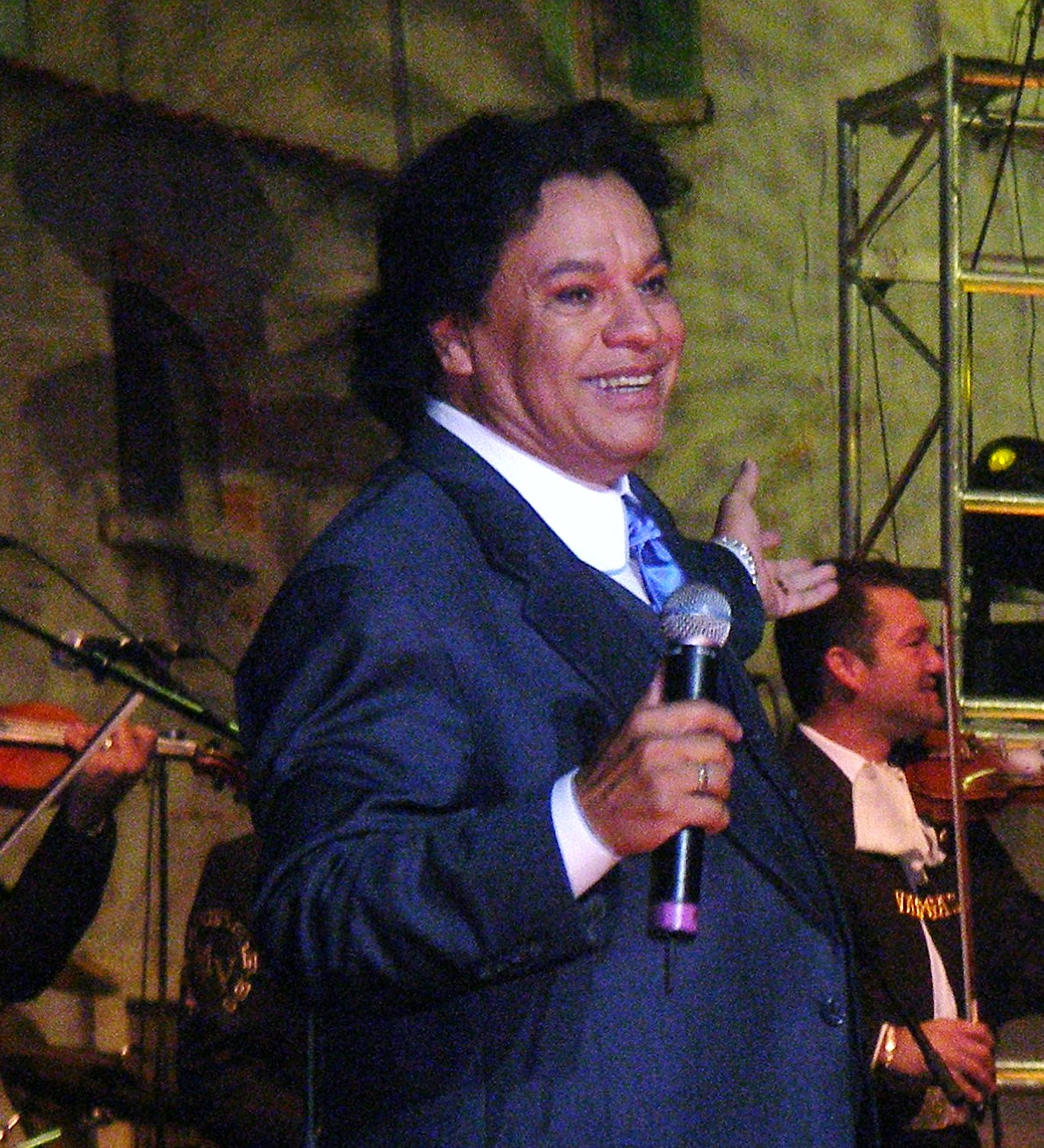
Juan Gabriel, compositor e intérprete original de la canción.

"Hasta Que Te Conocí" es una canción escrita, producida e interpretada por el cantautor mexicano Juan Gabriel como tema final del álbum de estudio de Juan Gabriel Pensamientos (1986).  Fue lanzado como segundo sencillo del álbum por RCA Latin. La canción está en clave de re menor. En la letra, el protagonista no ha conocido el sentimiento de sufrimiento hasta que conoce a una amante que lo maltrata.  La canción ha aparecido en algunos de los álbumes recopilatorios de Gabriel, incluidos 14 Éxitos Originales: Para Ti (1988), La Historia del Divo (2006),  y Lo Esencial de Juan Gabriel (2008).  Una versión en vivo de la canción fue incluida en el álbum en vivo En el Palacio de Bellas Artes (1990) como un popurrí que cuenta con la Orquesta Sinfónica Nacional. También interpretó la canción en vivo durante la décima ceremonia de los Premios Grammy Latinos, donde recibió el premio Persona del Año de la Academia Latina de la Grabación.  En 2015, Gabriel grabó la canción a dúo con la cantante mexicana Joy Huerta (de Jesse & Joy) para su álbum Los dúo.

## Recepción original
Jason Birchmeier de Allmusic calificó la canción como un "clásico" en la reseña de La Historia del Divo. En la semana del 26 de diciembre de 1986, "Hasta Que Te Conocí" debutó en el puesto treinta y nueve en la lista Billboard Hot Latin Songs. La canción subió al top diez en la semana del 21 de marzo de 1987 y alcanzó el puesto número dos seis semanas después, con la posición número uno mantenida por la canción de Braulio "En Bancarrota".  "Hasta Que Te Conocí" terminó 1987 como el cuarto sencillo latino con mejor desempeño del año en los Estados Unidos. La versión en vivo de la canción alcanzó el puesto número diez en la lista Hot Latin Songs.

## Versión de Marc Anthony
A finales de 1992, el artista puertorriqueño-estadounidense Marc Anthony hizo una versión de "Hasta que te conocí" en su álbum debut de estudio Otra nota (1993). Según Anthony, originalmente no tenía ningún deseo de grabar en español y rechazó una oferta del gerente de RMM, Ralph Mercado, para grabar un álbum en salsa. Durante un viaje en taxi, Anthony escuchó "Hasta Que Te Conocí" de Gabriel en la radio y se vio obligado a interpretar la canción en salsa. Pero en una versión de esta historia que apareció en un artículo de 2016 en Billboard, Anthony explica que la hermana del pequeño Louis Vega le tocó la canción por primera vez.  Esto llevó a un acuerdo entre Mercado y Anthony para grabar un álbum en salsa con un cover de "Hasta Que Te Conocí" incluido. Después de grabar esta versión, Anthony dijo: "Nunca volví a grabar estilo libre". 
Una versión abreviada de la canción aparece en el álbum recopilatorio de Anthony Desde un Principio: From the Beginning (1999), mientras que la versión completa aparece en su álbum recopilatorio de 2003 Éxitos Eternos. Anthony interpretó una versión en vivo de la canción en los Premios Lo Nuestro de 1994.  La canción ha sido incluida en el setlist de su gira, incluida su gira Nada Personal y la gira de Jennifer López y Marc Anthony en Concierto.

### Recepción
En la reseña del álbum, Evan Gutiérrez de Allmusic citó la versión de Anthony como una de las pistas que "se mostró bien" con su "improvisación vanguardista y amplio rango vocal". La versión de Anthony recibió una nominación a Canción Tropical del Año en los Premios Lo Nuestro 1994,  pero perdió ante "El Baile del Perrito" de Wilfrido Vargas y su Orquesta. En los Premios Latinos de 1994 de la Sociedad Estadounidense de Compositores, Autores y Editores (ASCAP), Juan Gabriel recibió un premio en la Categoría Tropical/Salsa por "Hasta Que Te Conocí". "Hasta Que Te Conocí" alcanzó el puesto número trece en la lista Billboard Hot Latin Songs.

### Video musical
Se produjo un vídeo musical de la canción para promocionar el sencillo, que se filmó en la ciudad de Nueva York.  En el video, se muestra a Anthony y una mujer teniendo una relación feliz hasta que ella rompe con él dejándole una nota, dejando a Anthony amargado. La versión fue nominado como Nuevo Artista Latino del Año en los Billboard Music Video Awards de 1993,  pero finalmente perdió ante "Sentir" de Jon Secada.

### Listas
| Lista (1993)                | Máxima posición |
| --------------------------- | --------------- |
| Hot Latin Songs (Billboard) | 13              |

## Versión de Maná
Es el primer sencillo promocional del álbum recopilatorio de la banda mexicana Maná, Exiliados en la bahía. La canción fue lanzada como sencillo el 25 de junio de 2012. Es la segunda canción de Juan Gabriel de la que Maná hizo su propia versión. La primera fue Se me olvidó otra vez para el álbum en vivo Maná MTV Unplugged en 1999. "Esta canción la escuché cuando estábamos en Venezuela y me gustó mucho e hicimos una versión swing con balada y el resultado fue una versión que nos encantó" mencionó Fher Olvera vocalista de la banda.

## Recepción
David Jeffires de Allmusic llamó a la versión de Maná como "Excelente". Carlos Quintana de About.com la calificó como "una de las mejores canciones de esta producción". La canción recibió una nominación en la 13.ª edición de los Premios Grammy Latinos como mejor grabación del año, ganando Jesse y Joy por ¡Corre! También fue nominada en la categoría canción Rock/Alternativa del año en los Premios Lo Nuestro, ganando otra canción de Maná, El verdadero amor perdona. El éxito de la versión de Maná hizo acreedor a Alberto Aguilera Valadez (Juan Gabriel) de un premio de la ASCAP latino en la categoría pop.
En los Estados Unidos, la canción alcanzó el número uno en los Billboard Hot Latin Songs convirtiéndose, así, en su novena canción en llegar al primer lugar en la lista. También alcanzó el número uno en la lista Billboard Latin Pop Songs. En México alcanzó la posición número tres.

## Posiciones en las listas
| Lista (2012)                       | Posición |
| ---------------------------------- | -------- |
| México (Billboard International)   | 3        |
| España (Top 100 Canciones)         | 48       |
| Estados Unidos (Hot Latin Songs)   | 1        |
| Estados Unidos (Latin Pop Airplay) | 1        |
| Estados Unidos (Tropical Airplay)  | 2        |

## Vídeo musical
El vídeo musical de la canción, se filmó el 27 de julio de 2012 en los estudios Churubusco en la Ciudad de México. Fue dirigido por Pablo Croce y producido por Luis Alberto Silva El vídeo se estrenó el 26 de agosto de 2012 en Youtube En el vídeo narra "la vida de un hombre que se equivoca en las decisiones del amor y termina involucrándose en algunos vicios por el corazón."